# Dreetz (Brandenburg)

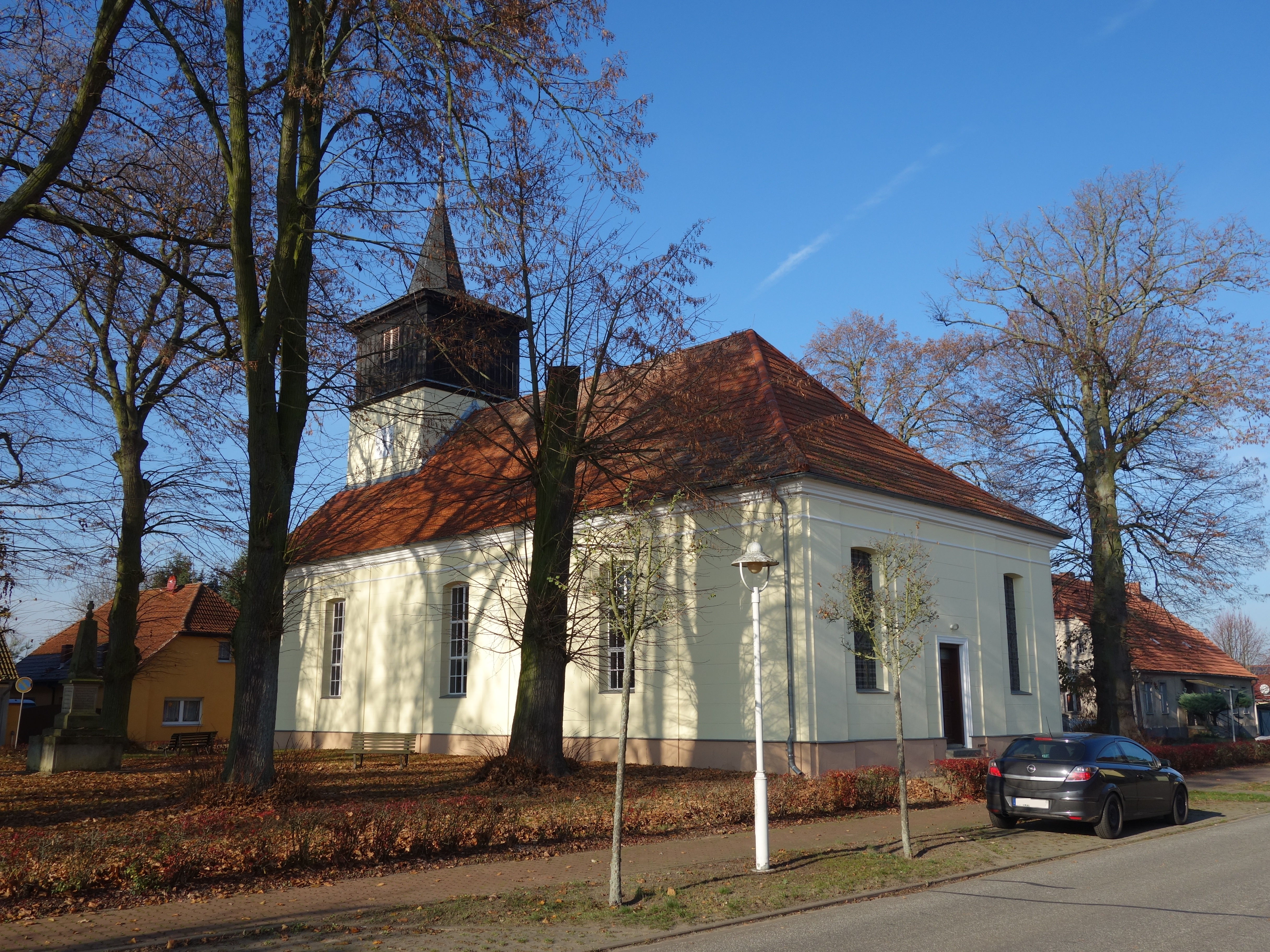
Dorfkirche in Dreetz

Dreetz ist eine Gemeinde im Landkreis Ostprignitz-Ruppin in Brandenburg. Sie wird vom Amt Neustadt (Dosse) verwaltet.

## Geografie
Dreetz liegt zwischen Neustadt (Dosse) und Friesack im Naturschutzgebiet Dreetzer See.

## Gemeindegliederung
Das Gemeindegebiet untergliedert sich in die bewohnten Gemeindeteile
- Dreetz
- Giesenhorst
- Bartschendorf
- Michaelisbruch
- Siegrothsbruch

Außerdem gehören zur Gemeinde die Wohnplätze
| - Baselitz - Blumenaue - Böhls Plan - Fischershof - Koseshof | - Lüttgendreetz - Schäferberg - Schulsiedlung - Sterns Plan - Treuhorst | - Waldsiedlung - Webers Plan - Wolfs Plan - Zietensaue |

## Geschichte

### Chronik
- ca. 600: Die Gründung und Besiedlung des am Dreetzer See gelegenen Lutken Dretze („Klein Dreetz“) durch slawische Stämme vollzieht sich wahrscheinlich nach der Völkerwanderung.
- ca. 1150: Unter Albrecht dem Bären wird vermutlich neben Lutken Dretze das lang gezogene Straßen-/Angerdorf „Groten Dretze“ („Groß Dreetz“) angelegt. Beide Dreetze gehören zum Land Wusterhausen, das eine zur Prignitz gehörende selbstständige Herrschaft der Herren von Plotho war (Schreibweisen: v. Ploto, v. Plote, v. Plothos, de Plove. v. Plate).
- ca. 1290: Dreetz fällt unter die Landesherrschaft des Markgrafen von Brandenburg.
- 6. Juni 1337: Erste urkundliche Erwähnung von Dreetz. Die Gebrüder Heinrich und Jordan von Kröcher erhalten vom Markgrafen Ludwig I., dem Brandenburger, die beiden Dörfer Dreetz und das Dorf Lohm samt der Gerichtsherrschaft und dem Kirchenpatronat, den Diensten und Abgaben der Bauern … und weiterer Privilegien.
- 1349: Dreetz gerät unter die Landesherrschaft der Grafen von Lindow-Ruppin und wird Teil der Herrschaft Ruppin.
- ca. 1400 bis 1500: Aufgabe von Lüttgen Dreetz.
- 1524: Nach dem Aussterben der Grafen von Lindow-Ruppin kommen Dreetz und Neuruppin als erledigtes Lehen unter die Landesherrschaft von Brandenburg bzw. an den Kurfürsten Joachim I.
- 1601 bis 1705: Ursprünglich gab es im Raum Dreetz fünf Rittergüter. Die Güter werden sukzessiv verkauft.
- 1601: David von Lüderitz erwirbt von Ernst von Kröcher dessen Dreetzer Gut.
- 1624: David von Lüderitz kauft einen weiteren Teil von Dreetz. Andere Teile gehen an die Adelsfamilien von Maltitz und von Lochow über.
- 1679: Der Landgraf Friedrich von Hessen-Homburg erwirbt von der Adelsfamilie von Lüderitz eines der Dreetzer Güter.
- 1694: Friedrich von Hessen-Homburg tauscht seine Domäne Neustadt an der Dosse gegen das Gut Oebisfelde im Magdeburgischen. Der Tauschpartner ist König Friedrich I. Das Dreetzer Gut des Prinzen von Homburg geht als landesherrliches Schatullengut an den Landesherrn.
- 1705: König Friedrich I. erwirbt auch noch die Dreetzschen Güter derer von Maltizsche und derer von Lüderitz.
- 1773: König Friedrich II. ordnet die Entwässerung und Besiedlung des Rhinluchs und des Dossebruchs an. Nach der Eindeichung von Rhin und Dosse werden die Koloniedörfer und Weiler Bartschendorf, Baselitz, Blumenaue, Fischershof, Giesenhorst, Michaelisbruch, Siegrothsbruch, Webersplan, Wilhelminenaue, Wolfsplan und Ziethensau auf Dreetzer Grund besiedelt. Im gleichen Jahr wird die Dreetzer Wassermühle beseitigt.
- 1774: Das Amtsvorwerk Dreetz entsteht aus den fünf ursprünglichen Rittergütern: Friedrich II. erwirbt den Anteil derer von Lochow und den letzten Anteil derer von Kröchern durch Tausch mit Blankenberg, so dass ab 1774 Dreetz ganz im Besitz des Landesherrn ist. Verlegung des Amtssitzes von Neustadt an der Dosse nach Dreetz.
- 1777: Clausius wird landesherrlicher Beamter in Dreetz.
- 1791: Krause wird landesherrlicher Beamter in Dreetz.
- 1800–1900: Staatsdomäne, Amtsvorwerk, Brennerei, Brauerei. Viele Handwerker lassen sich in Dreetz nieder, um Gut, Landarbeiter und Bauern zu versorgen.
- 1806: Amtsrath Ferdinand Cochius wird landesherrlicher Beamter in Dreetz.
- 1806–1813: Die Franzosen besetzen Dreetz und zerstören angeblich mehrere Gebäude durch Brand.
- 1840: Oberamtmann Wilhelm Cochius (Sohn des Vorgängers) wird landesherrlicher Beamter in Dreetz.
- 1846: Oberamtmann Friedrich Cochius (Bruder des Vorgängers) wird landesherrlicher Beamter in Dreetz.
- 1847: Dreetz brennt bis auf wenige Gebäude komplett nieder. Der Wiederaufbau verändert das Gesamtbild des Dorfes. Zeigten früher die Giebel der Gebäude zur Straßenseite, werden nun Gebäude errichtet, die mit der langen Seite zur Hauptstraße zeigen. Dadurch können weniger Gebäude an der Hauptstraße entlang gebaut werden. Viele ehemalige Dreetzer werden daher „ausgeplant“ bzw. errichten Aussiedler-Höfe in Nähe von Dreetz (z. B. Sterns-Plan).
- ca. 1940–1945: Ein Rüstungswerk der Deutschen Sprengchemie GmbH wird in der Nähe von Dreetz errichtet und zwar nach Plänen und unter Leitung der Berliner Architekten Mohr & Weidner. Dessen Produktion fordert zahlreiche Opfer unter den polnischen, sowjetischen und serbischen Zwangsarbeitern.
- 1945: Alliierte Kampfflugzeuge beschießen einen bei Dreetz, Blockstelle Segeletz abgestellten Zug, wodurch 186 KZ-Häftlinge getötet werden.
- 1952: Dreetz (bis dahin dem Kreis Ruppin zugehörig) wird dem Kreis Kyritz im DDR-Bezirk Potsdam zugeordnet.
- 1953: Gründung einer Landwirtschaftlichen Produktionsgenossenschaft (daraus: LPG Tier- und LPG Pflanzenproduktion Dreetz).

Dreetz gehörte seit dem 14. Jahrhundert zur Herrschaft Ruppin, seit 1524 zum Kreis Ruppin in der Mark Brandenburg und ab 1952 zum Kreis Kyritz im DDR-Bezirk Potsdam. Seit 1993 liegt Dreetz im brandenburgischen Kreis Ostprignitz-Ruppin.

### Eingemeindungen
Am 1. April 1973 wurde die bis dahin selbstständige Gemeinde Michaelisbruch eingegliedert. Am 1. Januar 1977 folgte Bartschendorf. Giesenhorst kam am 31. Dezember 1997 hinzu.

## Bevölkerungsentwicklung
| Jahr | Einwohner |
| ---- | --------- |
| 1875 | 1 553     |
| 1890 | 1 457     |
| 1910 | 1 231     |
| 1925 | 1 193     |
| 1933 | 1 246     |
| 1939 | 1 439     |

| Jahr | Einwohner |
| ---- | --------- |
| 1946 | 1 682     |
| 1950 | 1 900     |
| 1964 | 1 568     |
| 1971 | 1 456     |
| 1981 | 1 402     |
| 1985 | 1 374     |

| Jahr | Einwohner |
| ---- | --------- |
| 1990 | 1 282     |
| 1995 | 1 178     |
| 2000 | 1 278     |
| 2005 | 1 261     |
| 2010 | 1 206     |
| 2015 | 1 157     |

| Jahr | Einwohner |
| ---- | --------- |
| 2020 | 1 119     |
| 2021 | 1 148     |
| 2022 | 1 135     |
| 2023 | 1 145     |
| 2024 | 1 117     |

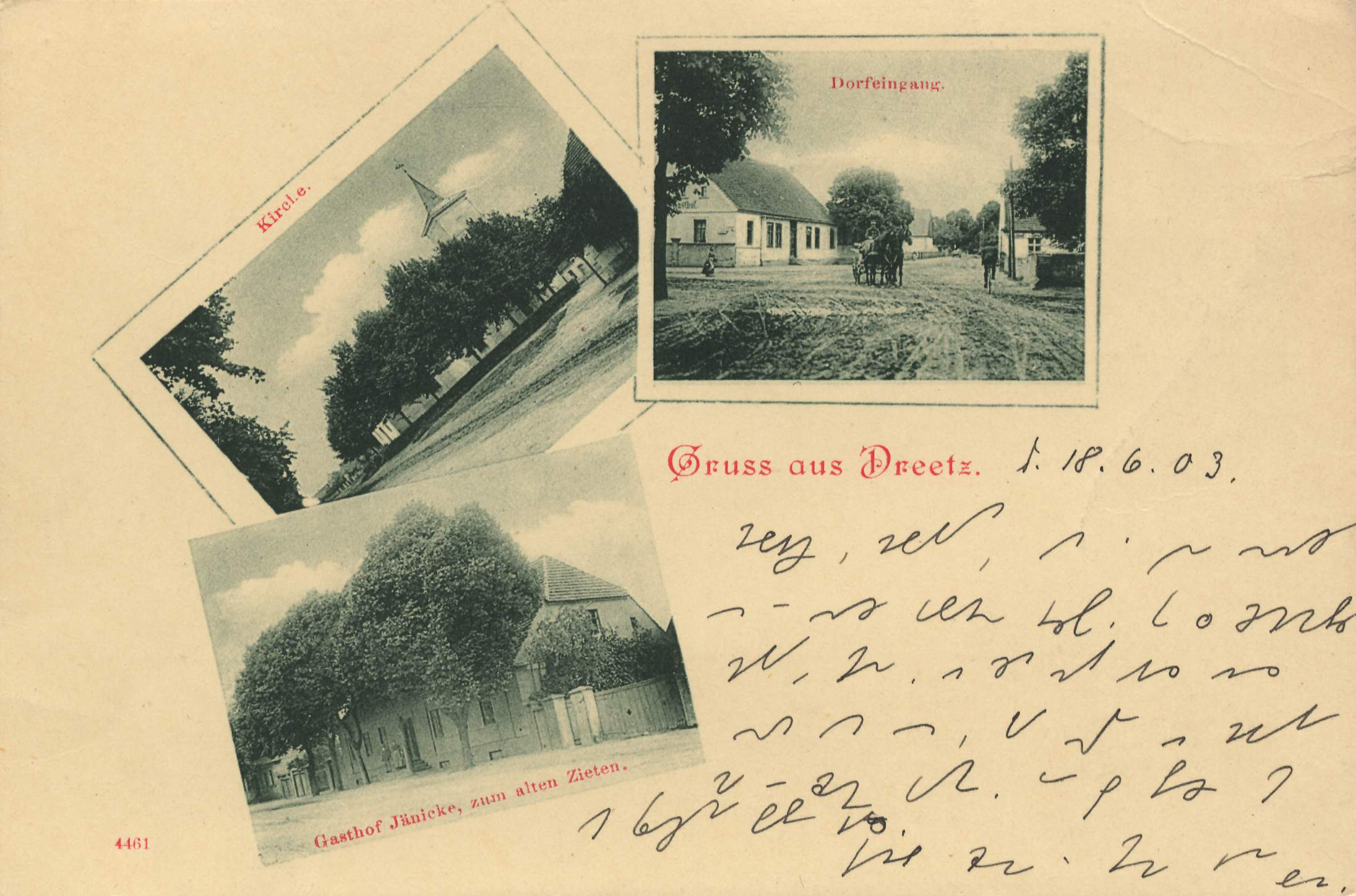
Dreetz – Kirche; Dorfeingang; Gasthof Jänicke, zum alten Zieten (Zeno Ansichtskarten)

Gebietsstand des jeweiligen Jahres, Einwohnerzahl: Stand 31. Dezember (ab 1991), ab 2011 auf Basis des Zensus 2011, ab 2022 auf Basis des Zensus 2022

## Politik

### Gemeindevertretung
Die Gemeindevertretung von Dreetz besteht entsprechend der Einwohnerzahl der Gemeinde aus zehn Gemeindevertretern und der ehrenamtlichen Bürgermeisterin. Die Kommunalwahl am 9. Juni 2024 führte bei einer Wahlbeteiligung von 69,4 % zu folgendem Ergebnis:
| Partei / Wählergruppe            | Stimmenanteil 2019 | Sitze 2019 |        | Stimmenanteil 2024 | Sitze 2024 |
| -------------------------------- | ------------------ | ---------- | ------ | ------------------ | ---------- |
| Einzelbewerber Martin Petras     | –                  | –          | 17,8 % | 1                  |            |
| Einzelbewerber Ulf Simon         | –                  | –          | 13,9 % | 1                  |            |
| Einzelbewerber René Schmidt      | –                  | –          | 11,8 % | 1                  |            |
| Einzelbewerberin Babette Findeis | –                  | –          | 10,8 % | –                  |            |
| Einzelbewerber Ralf Gerloff      | 07,7 %             | 1          | 10,6 % | 1                  |            |
| Einzelbewerber Matthias Wangert  | –                  | –          | 09,9 % | 1                  |            |
| Einzelbewerberin Kerstin Fabisch | –                  | –          | 07,2 % | 1                  |            |
| Einzelbewerber Denny Mießner     | –                  | –          | 06,9 % | 1                  |            |
| Einzelbewerber Heiko Fritzsch    | 06,2 %             | 1          | 05,8 % | 1                  |            |
| Einzelbewerber Sebastian Latz    | –                  | –          | 05,3 % | 1                  |            |
| Förderverein Dreetz              | 48,7 %             | 5          | –      | –                  |            |
| Bürgergruppe Dreetz              | 24,7 %             | 2          | –      | –                  |            |
| Die Linke                        | 12,7 %             | 1          | –      | –                  |            |
| Insgesamt                        | 100 %              | 10         | 100 %  | 9                  |            |

Findeis kandidierte sowohl als Gemeindevertreterin als auch als Bürgermeisterin. Da sie die Wahl zur Bürgermeisterin annahm, bleibt nach § 60 (3) des Brandenburgischen Kommunalwahlgesetzes ein Sitz in der Gemeindevertretung unbesetzt.

### Bürgermeister
- 1998–2003: Gernot Elftmann[13]
- 2003–2024: Bernd Schindler[14]
- seit 2024: Babette Findeis

Schindler wurde in der Bürgermeisterwahl am 26. Mai 2019 ohne Gegenkandidat mit 64,9 % der gültigen Stimmen wiedergewählt.
Findeis wurde in der Bürgermeisterwahl am 9. Juni 2024 ohne Gegenkandidat mit 79,9 % der gültigen Stimmen zu seiner Nachfolgerin gewählt. Ihre Amtszeit beträgt fünf Jahre.

### Wappen
| Wappen von Dreetz | Blasonierung: „In Gold unter blauem Wellenschildhaupt ein laufender, rot-gezungter, blau-geschwänzter schwarzer Biber über grünem Astwerk.“ |
| Wappen von Dreetz | Das Wappen wurde am 18. Juni 1997 durch das Ministerium des Innern genehmigt.                                                               |

### Flagge
Die Flagge ist Gelb – Schwarz – Gelb (1:2:1) gestreift und mittig mit dem Gemeindewappen belegt.

## Sehenswürdigkeiten und Gedenkstätten

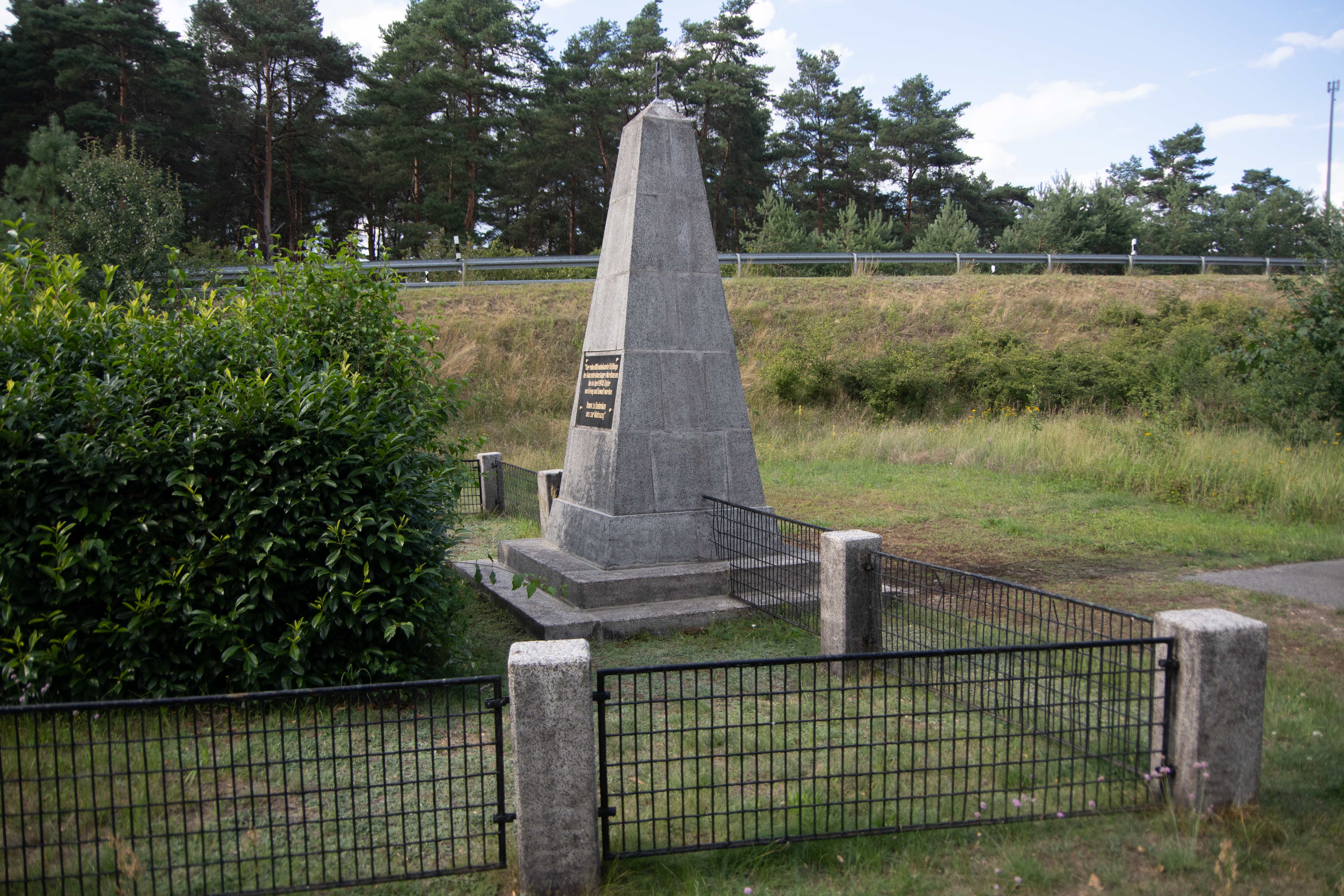
Denkmal Ermordete KZ Nordhausen Dreetz Brandenburg

### Gedenkstätten
- Ehrenmal für 186 Häftlinge des KZ Dora-Mittelbau am Bahnübergang hinter dem Segeletzer Bahnhof
- Mahnmal auf dem Friedhof von Dreetz für umgekommene Zwangsarbeiter und getötete Sowjetsoldaten

## Verkehr
Dreetz liegt an der Landesstraße L 141 zwischen Neustadt (Dosse) und der B 5 südlich des Ortsteils Segeletz (Wusterhausen/Dosse).

## Ein Fund gibt Anstoß zu einer Fontane-Veröffentlichung
Um 1850 wurde in Dreetz die Leiche eines getöteten französischen Soldaten aus der Zeit der Freiheitskriege entdeckt; dies inspirierte Theodor Fontane zu seiner Kriminal-Novelle Unterm Birnbaum.